# Colin Miller
Colin Fyfe Miller (Hamilton, 4 oktober 1964) is een voormalig profvoetballer uit Canada, die werd geboren in Schotland. Hij beëindigde zijn loopbaan in 1999 bij Hamilton Academical FC en stapte vervolgens het trainersvak in.

## Interlandcarrière
Miller kwam in totaal 61 keer (vijf doelpunten) uit voor de nationale ploeg van Canada in de periode 1983–1997. Onder leiding van bondscoach Tony Waiters maakte hij zijn debuut op 20 juni 1983 in de vriendschappelijke thuiswedstrijd tegen Schotland (0-2).

## Trainerscarrière
Hij was tweemaal kortstondig interim-bondscoach van zijn vaderland: in 2003 als opvolger van de Duitser Holger Osieck en in 2013, toen hij de taken waarnam van Stephen Hart.